# Retour élastique d'un bitume modifié
Le retour élastique d’un bitume modifié est un indicateur qui permet de caractériser la capacité du liant à retrouver ses caractéristiques géométriques d’origine à la suite d’une déformation. Il est déterminé à l’aide d’un essai de laboratoire utilisant un appareillage similaire à celui de l’essai de ductilité et celui de force-ductilité.

Moule (en bleu) et éprouvette de liant (en noir) utilisés dans l'essai de retour élastique

## Principe
Le principe consiste à représenter la force appliquée sur une éprouvette de forme déterminée que l'on étire à une vitesse et à une température imposées, en fonction de son allongement.

## Appareillage
Les appareils utilisés sont les similaires à ceux utilisés pour l’appareil de mesure de la ductilité :
- Un moule en laiton qui permet de couler des éprouvettes de dimensions standardisées de dimensions 30 mm x 20 mm, avec une largeur réduite à 10 mm en son centre.
- Un bain d’eau thermostaté de capacité d’au moins 10 L d’eau, utilisé pour la conservation des éprouvettes sous eau lorsque les essais sont exécutés en série. Les éprouvettes reposent sur une plaque perforée, et leur température doit pouvoir être maintenue à 5 °C.
- Un bain d’eau thermostaté pour l’appareil de mesure de capacité d’au moins 10 L d’eau. La température doit y être maintenue à 5 °C. L'uniformité de cette température est obtenue par une circulation suffisante de l'eau.
- Un thermomètre de contrôle de la température des bains à 0,1 °C près.
- Un appareil de mesure permettant de mesurer la force appliquée à l’éprouvette ainsi que son allongement.
- Un chronomètre – horloge.
- Un mélange dextrine-glycérine (50/50).

## Mode opératoire et résultats
Le début du mode opératoire est similaire à celui de l’essai ayant pour objet de mesurer la ductilité.
Après équilibre thermique des éprouvettes disposées dans l’appareil, celles-ci sont étirées pour subir un allongement de 20 cm.
Les éprouvettes sont alors sectionnées dans leur milieu et la longueur de rétrécissement de l’éprouvette est mesurée.
La valeur du retour élastique est le pourcentage de longueur de rétrécissement de l’éprouvette ramené à sa longueur totale. Un taux de retour élastique de 100 % correspondrait à un liant qui recouvrirait entièrement ses dimensions originelles, ce qui n'existe formellement pas. 

## Variation selon les liants
Plus le bitume modifié contient d’élastomères, plus il est élastique, c’est-à-dire plus il a tendance à recouvrer ses caractéristiques dimensionnelles initiales après rupture. La courbe suivante caractérise cet aspect.

## Normes
- Américaine (ASTM) :
  - A.S.T.M. D 113-79 "Standard Method of Test Ductility of Bituminous Matérials",.

- Européenne (CEN) :
  - EN  13398.  -  Bitumes et liants bitumineux. - Détermination du retour élastique des bitumes modifiés